# 가미카와촌 (미에현 미나미무로군 1955년)
가미카와촌(上川村)은 미에현 미나미무로군에 설치되었던 촌이다. 현재의 구마노시 남서부에 해당한다.